# Horváth Ferenc (labdarúgó, 1946. szeptember)
Horváth Ferenc (Horváth II., Komárom, 1946. szeptember 7. –) magyar labdarúgó.

## Pályafutása
Tatabányán kezdte a labdarúgást, 1965 és 1974 között a klub futballistája volt. A Tatabányában 157 bajnoki mérkőzést játszott, 1966-ban bronzérmes lett a csapattal. Tagja az 1973-ban Közép-európai kupa győztes csapatnak, a döntőben is szerepelt. 1974 és 1975 között Dorogon fejezte be az élvonalbeli labdarúgást. Összesen 159 bajnoki mérkőzésen játszott és 6 gólt szerzett.

## Sikerei, díjai
- Magyar bajnokság
  - 3.: 1966
- Közép-európai kupa
  - győztes: 1972–1973